# Václav Vašíček
Václav Vašíček (* 10. února 1991, Šumperk) je český fotbalový útočník, momentálně hrající za prvoligový klub SK Sigma Olomouc. Je bývalým mládežnickým reprezentantem Česka.

## Klubová kariéra
S fotbalem začínal v týmu SK Sigma Olomouc, kde prošel všemi jejími mládežnickými výběry.

### SK Sigma Olomouc
V sezoně 2009/10 poprvé nastoupil za "A" tým. Stabilně se však do áčka neprobojoval a působil na hostování v jiných klubech. Nastupoval postupně za 1. SC Znojmo, FC Vysočinu Jihlava a opět za Znojmo. V létě 2014 se vrátil do Olomouce, která v ročníku 2013/14 sestoupila do 2. ligy. V klubu se mu střelecky dařilo a stal se se 13 vstřeleckými zásahy společně s Tomášem Poznarem a Ľubomírem Urgelou nejlepším střelcem druhé nejvyšší soutěže. Týmu rovněž pomohl k návratu do 1. ligy. Na podzim 2015 se mu v mužstvu střelecky nedařilo, dal pouze jeden gól v 10 střetnutích.

### 1. SC Znojmo (hostování)
Před jarem 2011 zamířil hostovat do 1. SC Znojmo. V mužstvu působil celkem dva roky a nastoupil dohromady k 50 střetnutím, ve kterých se prosadil 20x.

### FC Vysočina Jihlava (hostování)
V lednu 2013 odešel na hostování do klubu FC Vysočina Jihlava. V Jihlavě měl společně s dalšími fotbalisty nahradit Stanislava Tecla, který tehdy přestoupil do Viktorie Plzeň. Za Vysočinu však odehrál pouze dva zápasy jako střídající hráč, v nichž branku nevsitíl. Vydržel zde jen půl roku a vrátil se zpět do Olomouce.

### 1. SC Znojmo (druhé hostování)
Před sezonou 2013/14 zamířil podruhé hostovat do Znojma, který v daném ročníku hrálo nejvyšší soutěž. 26. října 2013 vstřelil úvodní gól v ligovém utkání s 1. FK Příbram, Znojmo zvítězilo v duelu dvou týmů ze spodních pater tabulky 3:0. 29. listopadu 2013 v utkání proti domácímu týmu FK Teplice se jednou brankou podílel na vítězství Znojma 3:1. 8. března 2014 vsítil hattrick v ligovém utkání proti FK Baumit Jablonec (výhra 4:0). 3. května 2014 dal Václav Vašíček dva goly Liberci, účastníkovi evropských pohárů, a pomohl tak zvítězit Znojmu 4:1. Na konci sezony se ale zranil a nemohl tak pomoct týmu Znojma udržet první ligu. Znojmo i jeho Sigma Olomouc nakonec sestoupili a Vašíček se tak vrátil z hostování do druhé ligy. Za tým zaznamenal 10 přesných střeleckých zásahů v 25 utkáních.

### FK Dukla Praha (hostování)
Před jarem 2016 odešel na půlroční hostování s opcí na přestup do Dukly Praha